# 범의귀과
범의귀과(---科, 학명: Saxifragaceae 삭시프라가케아이[*])는 범의귀목의 과이다.
꽃말 전 당신을 사랑합니다 당신에게 미움받는다면 죽겠습니다
전 세계에 널리 분포하는데, 특히 온대 지역에 많으며, 약 111속의 1,200종 가량이 알려져 있다. 한국에서는 바위취·범의귀·노루오줌·괭이눈·돌부채·바위떡풀·도깨비부채 등의 15속 53종이 분포하고 있다.
각 종의 형질은 매우 다양하여, 이 과를 한 마디로 정의하기는 매우 어렵다. 즉, 각각의 종류 중에는 초본도 있고 목본도 있으며, 잎은 어긋나거나 또는 마주나고, 턱잎은 있는 것도 있고 없는 것도 있으며, 꽃차례도 여러 가지가 있다. 또한, 꽃덮이조각은 4수성 또는 5수성이며, 꽃잎을 가지지 않은 것도 있고, 수술은 소수에서 다수까지 여러 가지이다. 한편, 씨방도 상위인 것에서 하위인 것까지 있으며, 심피수는 2-10개로 태자리는 중축 태자리 또는 측막 태자리이고, 주피는 2개 또는 1개를 가진다. 열매는 삭과 또는 장과이다. 이와 같은 여러 가지 형질 때문에, 이 과를 몇 과로 나누는 학자도 있다. 그러나 기본적으로는 꽃잎·꽃받침조각이 각각 5개, 수술은 10개 또는 5개, 심피는 2개로 서로 합쳐지거나 다소 합쳐져 있고, 씨는 여러 개가 만들어진다.

## 하위 분류
- 개병풍속(Astilboides Engl.)
- 괭이눈속(Chrysosplenium L.)
- 나도범의귀속(Mitella Tourn. ex L.)
- 노루오줌속(Astilbe Buch.-Ham. ex D.Don)
- 도깨비부채속(Rodgersia A.Gray)
- 돌단풍속(Mukdenia Koidz.)
- 돌부채속(Bergenia Moench)
- 바위떡풀속(Saxifraga Tourn. ex L.)
- 범의귀속(Micranthes Haw.)
- 헐떡이풀속(Tiarella L.)
- Bensoniella Morton
- Bolandra A.Gray
- Boykinia Nutt.
- Cascadia A.M.Johnson
- Conimitella Rydb.
- Darmera Voss
- Elmera Rydb.
- Heuchera L.
- Jepsonia Small
- Leptarrhena R.Br.
- Lithophragma (Nutt.) Torr. & A.Gray
- Oresitrophe Bunge
- Peltoboykinia (Engl.) Hara
- Saniculiphyllum C.Y.Wu & T.C.Ku
- Saxifragodes D.M.Moore
- Saxifragopsis Small
- Suksdorfia A.Gray
- Sullivantia Torr. & A.Gray
- Tanakaea Franch. & Sav.
- Telesonix Raf.
- Tellima R.Br.
- Tetilla DC.
- Tolmiea Torr. & A.Gray
- Whipplea Torr.